# Jan Carstensz
Jan Carstensz, egentligen Jan Carstenszoon, var en nederländsk upptäcktsresande under 1600-talet.
År 1623 ledde Carstensz en expedition längs Nya Guineas södra kust och bortöver på uppdrag av Nederländska Ostindiska Kompaniet. Syftet var att följa upp Willem Janszoons rapporter från 1606 om land som hade siktats söder om Nya Guinea. Carstensz satte segel från Ambon med två skepp, Pera och Arnhem. Han ledde expeditionen längs Nya Guineas södra kust, och färdades sedan söderut mot Kap Yorkhalvön. Expeditionen tog sig sedan mot Carpentariaviken, som Cartensz döpte efter Pieter de Carpentier, Nederländska Ostindiens dåvarande generalguvernör. Den 14 april 1623 landsteg Carstensz och hans män vid vikens västra kust för att leta reda på sötvatten. Där påträffade han aboriginer som bodde i området. Han tyckte att de såg ut att vara ''fattiga och miserabla människor'', och menade att de ''inte hade någon kunskap om ädla metaller eller kryddor''.
Carstensz pyramid är uppkallad efter Carstensz, som siktade bergets glaciärer 1623. Han ska gjorts till åtlöje i Europa när han berättade att han hade siktat snö nära ekvatorn. Numera, sedan Indonesien tagit över området, är Puncak Jaya den vanligare benämningen på berget.